# Estadio de Mongomo
El Estadio de Mongomo es un estadio multiusos localizado en la ciudad de Mongomo, Guinea Ecuatorial. El recinto es usado principalmente para partidos de fútbol y competencias de atletismo, fue inaugurado en 2011 y posee una capacidad para aproximadamente 15.000 espectadores.
En noviembre de 2014 fue escogido como una de las 4 sedes para albergar la Copa Africana de Naciones 2015, donde se disputarán siete partidos.